# Bemisia porteri
Bemisia porteri là một loài côn trùng cánh nửa trong họ Aleyrodidae, phân họ Aleyrodinae.
Bemisia porteri được Corbett miêu tả khoa học đầu tiên năm 1935.